# Peter Hase (Film)
Peter Hase (Originaltitel: Peter Rabbit) ist ein amerikanisch-australischer Familienfilm aus dem Jahr 2018. Vorlage war das Buch Die Geschichte von Peter Hase von Beatrix Potter. Der Film entstand unter der Regie von Will Gluck und ist eine Mischung aus Realfilm und Animationsfilm. Die Hauptrolle des Peter Hase wurde im Original von James Corden gesprochen, in der deutschen Synchronisation von Christoph Maria Herbst.

## Handlung
Peter Hase, seine drei Schwestern Flopsi, Mopsi und Wuschelpuschel sowie sein Cousin Benjamin sind fünf Hasen, die regelmäßig Gemüse aus dem Garten von Mr. McGregor stibitzen. Dieser versucht, ihnen mit Zäunen und Fallen beizukommen. Als Beschützerin der Hasen erweist sich die Malerin Bea, die im Nachbarhaus lebt.
Nach dem Tode McGregors nehmen zunächst sämtliche Tiere der Umgebung seinen Garten und sein Haus in Beschlag. Doch als McGregors Neffe Thomas aus London das Haus übernimmt, werden sie von ihm vertrieben. Der neue Besitzer verabscheut Hasen und setzt alles daran, sie loszuwerden. Aber Peter ist einfallsreich und erweist sich als würdiger und schlauer Gegner. Derweil verlieben sich Thomas und Bea ineinander, und Bea versucht, in Thomas Verständnis für die Hasen zu erwecken.
Als der Krieg zwischen Thomas und den Hasen eskaliert, zerstört Peter versehentlich das Atelier von Bea. Diese glaubt, Thomas sei dafür verantwortlich und will nichts mehr von ihm wissen, worauf er wieder nach London zieht. Von schlechtem Gewissen geplagt, reist Peter nach London und holt Thomas zurück. Dieser versöhnt sich mit Bea und beendet den Kampf gegen die Hasen.

## Produktion
Peter Hase entstand unter der Ägide von Sony Pictures Animation und Columbia Pictures mit einem Budget von 50 Millionen US-Dollar. Die Kulissen für den Film wurden im Centennial Park in Sydney erbaut.

## Synchronisation

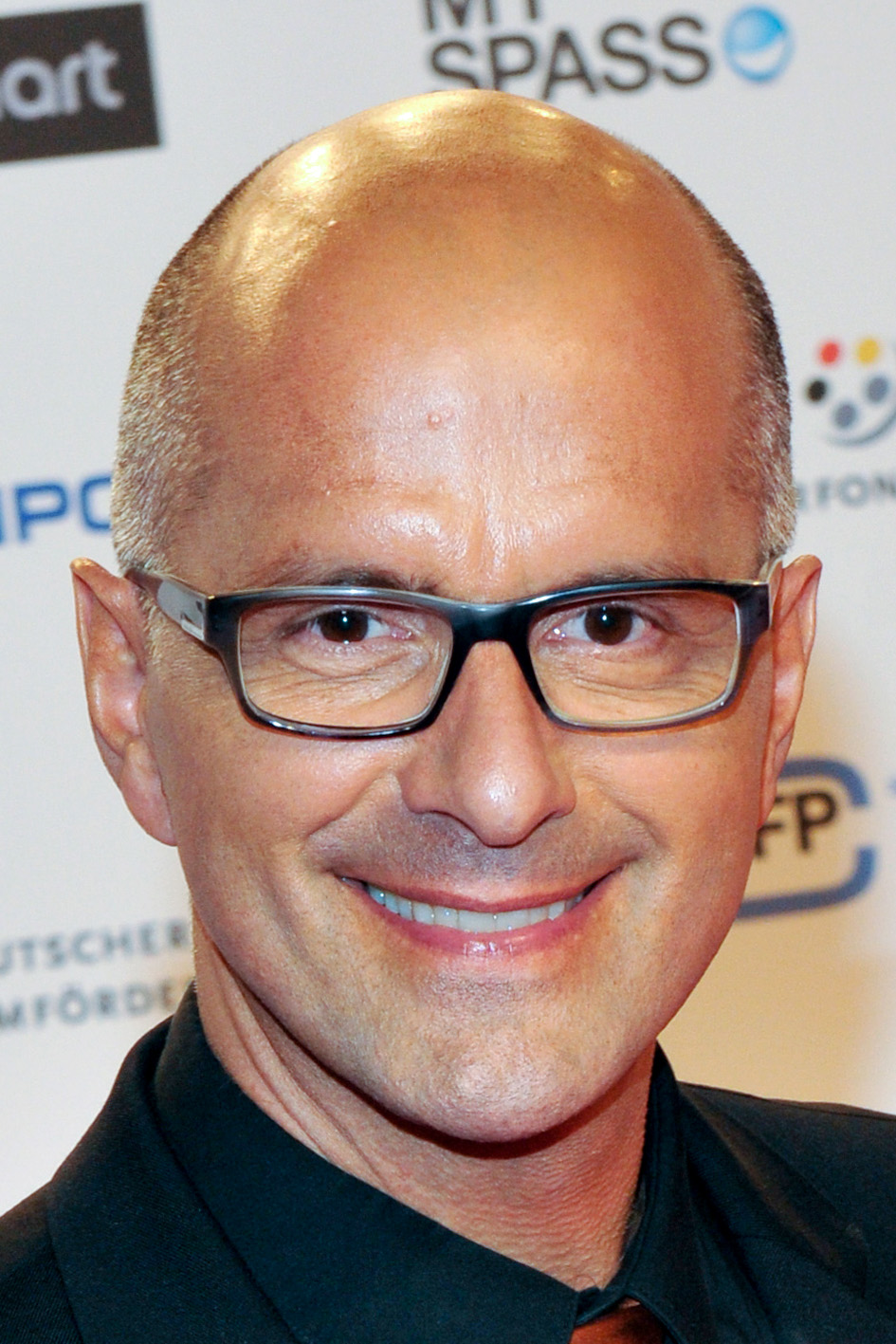
Christoph Maria Herbst spricht die Titelfigur Peter Hase in der deutschen Fassung.

Die deutsche Synchronisation entstand nach einem Dialogbuch und der Dialogregie von Elisabeth von Molo im Auftrag der Berliner Synchron GmbH Wenzel Lüdecke. Christoph Maria Herbst spricht dabei die Titelfigur Peter Hase.
| Rolle              | Darsteller bzw. Sprecher | Synchronsprecher       |
| ------------------ | ------------------------ | ---------------------- |
| Peter Hase         | James Corden             | Christoph Maria Herbst |
| Mopsi              | Elizabeth Debicki        | Jessica Schwarz        |
| Wuschelpuschel     | Daisy Ridley             | Anja Kling             |
| Flopsi Hase        | Margot Robbie            | Heike Makatsch         |
| Bea                | Rose Byrne               | Ranja Bonalana         |
| Jemima Puddle-Duck | Rose Byrne               | Christin Marquitan     |
| Thomas McGregor    | Domhnall Gleeson         | Sebastian Schulz       |
| Mr. Jeremy Fisher  | Domhnall Gleeson         | Fritz Rott             |
| Benjamin           | Colin Moody              | Tobias Müller          |
| Mr. McGregor       | Sam Neill                | Wolfgang Condrus       |
| Tommy Brock        | Sam Neill                | Rainer Fritzsche       |

## Rezeption
Gemäß Box Office Mojo war Peter Hase mit einem weltweiten Einspielergebnis von über 351 Millionen US-Dollar (Stand April 2020) der neunterfolgreichste Film des Jahres 2018.
Die amerikanische Filmkritiken-Sammelseite Rotten Tomatoes sah von 148 Rezensionen zu Peter Hase 64 % positiv an. Als zusammenfassendes Fazit las die Seite aus den Kritiken heraus, dass die Verfilmung zwar durchaus ein jüngeres Publikum unterhalten könne, aber auch riskiere, den Zorn von Peter-Hase-Puristen auf sich zu ziehen. (original: „Peter Rabbit updates Beatrix Potter's classic characters with colorfully agreeable results that should entertain younger viewers while admittedly risking the wrath of purists.“)

## Fortsetzung
Die Fortsetzung Peter Hase 2 kam am 11. Juni 2021 in die US-amerikanischen Kinos. Zuvor waren aufgrund der COVID-19-Pandemie mehrere Verschiebungen erfolgt.